# جانين كانان
جانين كانان (بالإنجليزية: Janine Canan)‏ هي مترجمة وطبيبة نفسية أمريكية، ولدت في 2 نوفمبر 1942.

## وصلات خارجية
- الموقع الرسمي